# António Francisco dos Santos
António Francisco dos Santos (Tendais, Distrito de Viseu, 28 de agosto de 1948-Oporto, 11 de septiembre de 2017) fue un obispo católico, filósofo y profesor portugués. Obispo auxiliar de Braga (2004-2006); obispo de Aveiro (2006-2014) y de Oporto (2014-2017).

## Biografía

### Primeros años y formación
Nacido en la freguesia portuguesa de Tendais en el Distrito de Viseu, el día 28 de agosto de 1948.
Durante su juventud tras descubrir su vocación religiosa, decidió entrar a realizar su formación eclesiástica en el Seminario Menor de la Diócesis de Lamego, en la que fue incardiado.
Se trasladó a Francia, donde en 1977 se licenció en filosofía por la Escuela de Estudios Superiores en Ciencias Sociales y en 1979 obtuvo una maestría en filosofía contemporánea por el Instituto Católico de París.

### Vida religiosa
Finalmente al recibir los votos monásticos, el 8 de diciembre de 1972 fue ordenado sacerdote por el entonces obispo diocesano Mons. António de Castro Xavier Monteiro. Tras su ordenación inició su ministerio como párroco en diversas parroquias locales.
Fue gran admirador del sociólogo y filósofo francés Gilles Lipovetsky. En Francia, estuvo en contacto directo con la comunidad portuguesa que se reunía en la parroquia de San Juan Bautista, en Neuilly-sur-Sene.
Al finalizar sus estudios superiores regresó a Portugal, pasando a ser el párroco de la iglesia de Cinfães y posteriormente en el mismo seminario donde estuvo fue profesor y tiempo más tarde vicerrector entre 1986 y 1991.

## Episcopado

### Obispo Auxiliar de Braga
El 21 de diciembre de 2004 fue nombrado por el papa Juan Pablo II, como obispo auxiliar de la archidiócesis de Braga y como obispo de la diócesis titular de Magneto. Eligió como lema episcopal la frase "In manus Tuas" y recibió la consagración episcopal el 19 de marzo de 2005, en una ceremonia celebrada en la Catedral de Braga, a manos de su consagrante principal el entonces obispo de Lamego Mons. Jacinto Tomás de Carvalho Botelho y teniendo como co-consagrantes al que era arzobispo emérito de Braga Mons. Eurico Dias Nogueira y al que es el metropolitano Mons. Jorge Ferreira da Costa Ortiga (GCC).

### Obispo de Aveiro
El 21 de septiembre de 2006, el papa Benedicto XVI lo nombró obispo de Aveiro. 

### Obispo de Oporto
El 21 de febrero de 2014,  el papa Francisco le nombró obispo de la diócesis de Oporto, en sucesión del cardenal Manuel José Macário do Nascimento Clemente. Tomó posesión desde el 5 de abril de ese año.
Comprometido con la juventud, había afirmado: «Pido que se escuche la voz de los jóvenes porque ellos nos enseñan a ir más deprisa. Y pido que se escuche también a las personas mayores porque nos enseñan a recorrer mejor el camino».
Hasta el momento de su fallecimiento era también el obispo responsable de las vocaciones y de los ministerios del sector dentro de la Conferencia Episcopal Portuguesa (CEP).